# Экономика Андорры
Андорра — высокоразвитое малое европейское постиндустриальное государство. Согласно данным на 2004 год, ВВП Андорры составил 1,84 млрд долл. США, или 24 тыс. долл. на душу населения. Реальный рост ВВП в 2000 году исчислялся 3,8 %. В бюджете страны доходы превышают расходы (соответственно, 385 и 342 млн долл.). Налоги на финансовые организации, отопление и импорт составляют большую часть государственных доходов. Уровень инфляции составил в 2000 году около 4,3 %. Безработица практически отсутствует. Денежная единица — евро. Андоррский динер не является платёжным средством.

## Туризм
80 % ВВП страны дает туристическая отрасль. По оценке, Андорру ежегодно посещают до 9 млн туристов. Летом их привлекают живописные горные ландшафты и памятники Средневековья (в стране около 50 церквей 11-13 вв., историческая резиденция Генерального совета — Дом долин, построенный в 1580 году, и др.). Зимой Андорра становится «раем» для любителей горнолыжного спорта. Однако большинство иностранцев приезжает в Андорру на один день из соседних Франции и Испании, чтобы сделать выгодные покупки, пользуясь более низкими ценами — следствием отсутствия в стране таможенных пошлин на многие товары. Снижение таможенных тарифов в государствах ЕС ограничило преимущество Андорры.
Развитие туризма привлекло в Андорру иностранные капиталовложения и способствовало расширению строительства и росту цен на земельные участки. Государство принимает минимальное участие в управлении экономикой, и частное предпринимательство действует почти не ограничено. Большую роль в экономике играет банковский сектор, пользующийся существующими в стране налоговыми льготами.
Андорра служит одним из центров контрабандной торговли через Пиренеи. После того, как в XIX веке соседние страны ввели государственную монополию на торговлю табаком, нелегальная переправка этого продукта в Испанию и Францию стала важнейшим источником дохода для населения. Кроме табака, контрабандным способом перевозят спиртное, а в последние десятилетия — также бытовую электронику, парфюмерию, ювелирные изделия, автомобили и т. д.

## Промышленность
Имеются запасы железных руд, свинца, гидроэнергетических ресурсов, минеральной воды и леса. Однако месторождения железа и свинца освоены слабо из-за транспортных проблем. Большая часть электроэнергии импортируется из соседних Франции и Испании. В некоторых местах добываются железные и свинцовые руды, мрамор. Промышленность страны изготовляет табачные, шерстяные, и ремесленные изделия, мебель. Всего в промышленности занято до 21 % рабочих рук (в сфере услуг — 78 %).

## Энергетика
В соответствии с данными UNSD и EES EAEC энергетика Андорры характеризуется следующими основными показателями за 2019 год. Производство  органического топлива - 13  тыс. тут.  Общая поставка - 247 тыс. тут. На преобразование  на электростанциях и отопительных установках  израсходовано  13 тыс. тут или 5,2 %  от общей поставки. Установленная мощность – нетто электростанций - 53  МВт, в том числе: тепловые электростанции, сжигающие органическое топливо (ТЭС) - 9,4 % ,  возобновляемые источники энергии (ВИЭ) - 90,6 %.   Производство электроэнергии-брутто - 107 ГВт∙ч , в том числе:  ТЭС - 19,6 % , ВИЭ - 80,4 % .   Конечное  потребление  электроэнергии  -  490 ГВт∙ч, из которого: промышленность - 3,5 %, бытовые потребители - 25,3 % , коммерческий сектор и предприятия общего пользования - 71,2 %. Показатели энергетической эффективности: в 2019 году душевое потребление валового внутреннего продукта (в номинальных ценах) - 40 901 доллар США, душевое (валовое) потребление электроэнергии - 6350 кВт∙ч, душевое потребление электроэнергии населением - 1606 кВт∙ч. Число часов использования установленной мощности-нетто электростанций - 2019 часов.

## Сельское хозяйство
Развитие сельского хозяйства в Андорре ограничено тем, что лишь 2 % земель пригодны для обработки. В этой отрасли занято менее 1 % населения. Выращивается картофель и табак (им заняты 20 % сельскохозяйственных земель), в небольшом количестве — ячмень и рожь. Большую часть продуктов питания приходится импортировать. Зато в стране традиционно было развито животноводство. Разводят овец (основной источник шерсти), коз и крупный рогатый скот.

## Торговля
Внешняя торговля ориентирована на страны ЕС. Андорра является членом таможенного союза ЕС. Торговый обмен промышленными товарами и услугами между Андоррой и европейскими странами в ЕС не облагается таможенными тарифами, в отличие от андоррских сельскохозяйственных изделий. Экспорт из Андорры (главным образом, табак и фурнитура) составил в конце 1990-х гг. 58 млн долл. 58 % экспорта приходилось в 2000 году на Испанию, 34 % — на Францию. Объем импорта достиг, напротив, 1077 млн долларов. Ввозятся преимущественно товары массового потребления, продукты питания, электроэнергия и т. д. 48 % импорта приходилось на Испанию, 35 % — на Францию.

## Транспорт
В Андорре нет аэропортов и железных дорог. Планируется постройка аэропорта, обслуживащего Андорру, в ближайшем испанском городе Сео-де-Урхель. Имеется лишь автомобильный транспорт. Первая дорога, соединяющая страну с Испанией, была построена в 1911 году, а с Францией — в 1933 году. Общая протяженность автодорог — 269 км, из них 198 км мощёных.

## Доходы населения
Минимальный размер оплаты труда на 2019 год составил 991,47 евро. С 1 января 2022 года минимальный размер оплаты труда составляет 6,68 евро в час и 1157,87 евро в месяц. С 1 января 2023 года минимальный размер оплаты труда составляет 7,42 евро в час и 1286,13 евро в месяц. С 1 января 2024 года минимальный размер оплаты труда составляет 7,94 евро в час и 1376,27 евро в месяц.